# Micreremus macrofissura
Micreremus macrofissura – gatunek roztocza z kohorty mechowców i rodziny Micreremidae.
Gatunek ten został opisany w 1979 roku przez Marie Hammer.
Mechowiec o żółtawoszarym ciele długości ok. 0,27 mm. Tylna część strony grzbietowej szarawobrązowa. Szczeciny rostralne owłosione, pośrodku zakrzywione, tak długie jak odległości między nimi. Szczeciny lamellarne drobne, położone na środku prodorsum. szczeciny interlamellarne krótkie, grube i nierówne. Kulistawy sensilus osadzony jest na bardzo krótkim trzonku. Bardzo szeroki i z tyłu prawie ścięty notogaster wyposażony jest w 14 par zagiętych szczecin. Szczeciny genitalne występują w liczbie 4 par, a aggenitalnych brak. Na tarczce wentralnej 3 pary szczecin.
Gatunek znany tylko z indonezyjskiej wyspy Jawa.